# Columbellidae
Columbellidae Swainson, 1840 è una famiglia di molluschi gasteropodi della sottoclasse Caenogastropoda.

## Descrizione
I Columbellidae sono una famiglia molto diversificata di caenogasteropodi della superfamiglia Buccinoidea che comprende oltre 70 generi e diverse centinaia di specie. In generale, le specie sono di piccole dimensioni, per lo più inferiori a 20 mm, sebbene alcuni esemplari di grandi dimensioni superino i 40 mm.
La forma, la scultura e i colori della conchiglia in questa famiglia sono estremamente variabili. La forma varia da corta e tozza ad allungata. La scultura può essere liscia, con nervature assiali, con corde a spirale o entrambe, ma una caratteristica costante sono le corde a spirale sulla base. Le conchiglie mostrano le caratteristiche generali dei gasteropodi altamente evoluti, in modo più evidente un canale sifonico, in comune con famiglie come Buccinidae, Nassariidae e Turridae.
Le caratteristiche specifiche del guscio della famiglia includono: canale sifonico molto corto, posto all'estremità anteriore dell'apertura;  labbro esterno notevolmente ispessito all'interno, dove il margine è invariabilmente dentato o striato; labbro interno doppiamente dentato, (internamente ed esternamente); opercolo minuto.
I colombellidi vivono in una varietà di habitat. La maggior parte delle specie vive su substrati duri, ma alcune specie abitano nella sabbia e nei letti di alghe. Nella loro dieta includono sia materiale vegetale che animale.
Hanno una diffusione molto ampia e sono presenti in tutti i mari del mondo, compreso quindi il Mediterraneo.

## Tassonomia

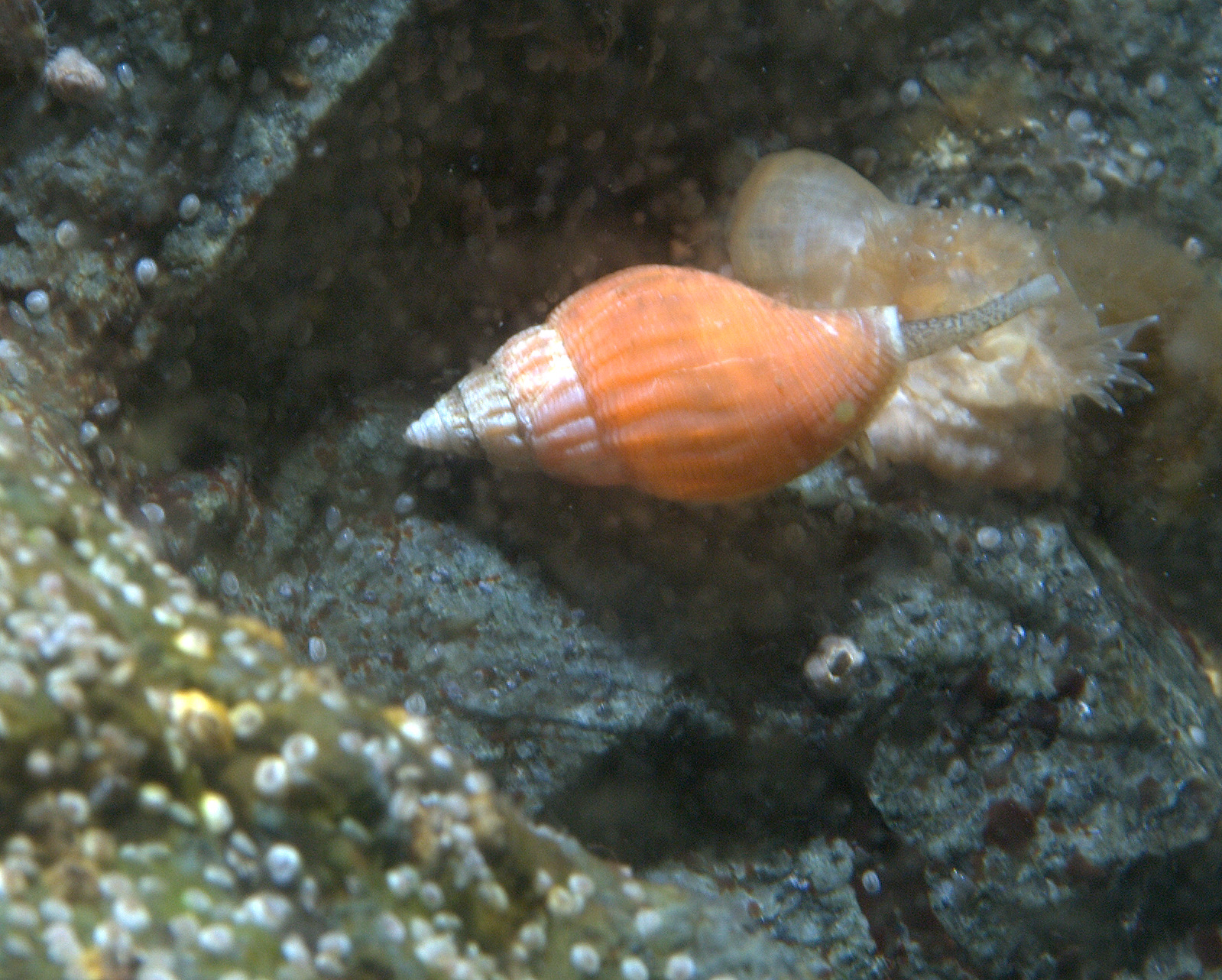
Amphissa columbiana

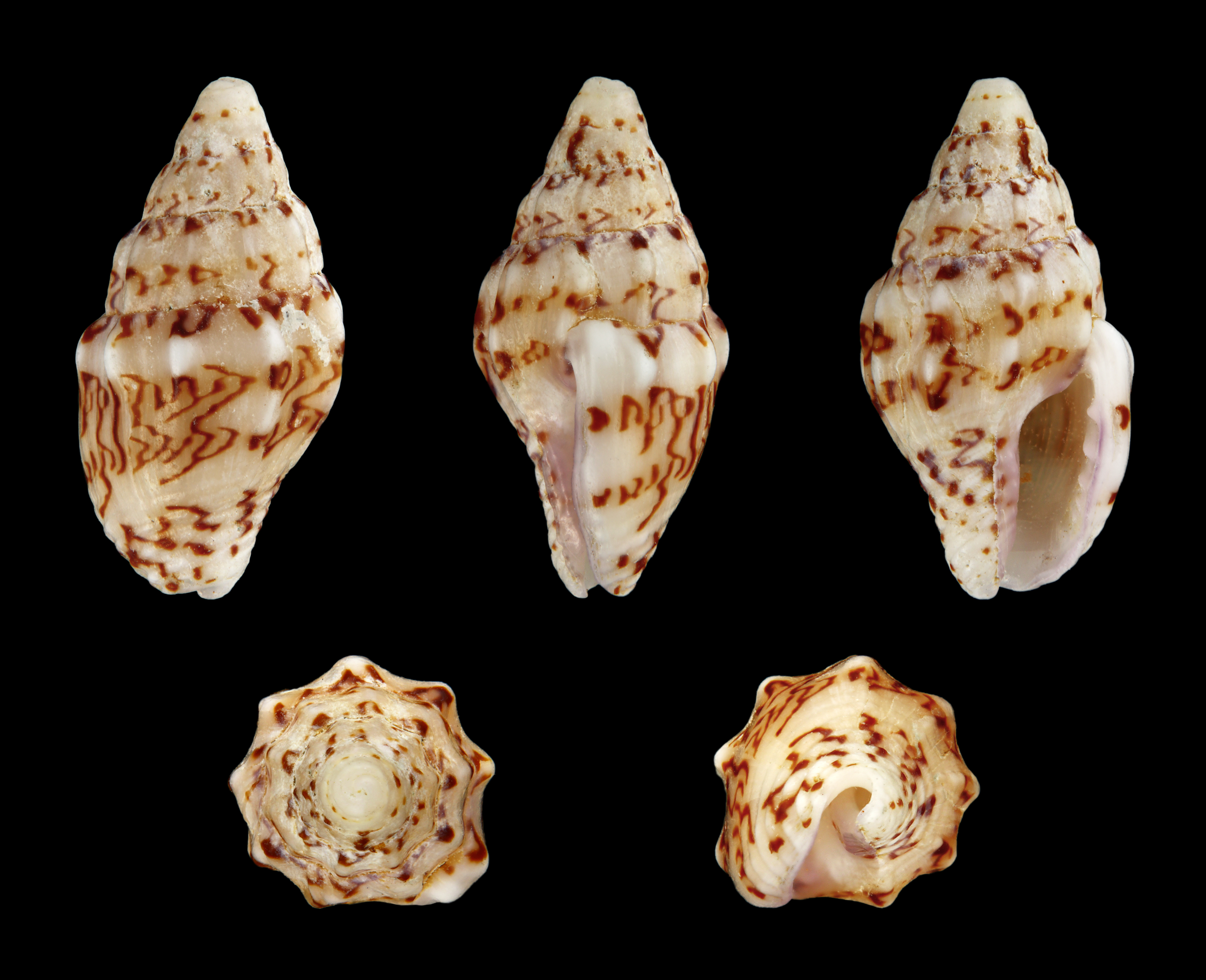
Anachis terpsichore

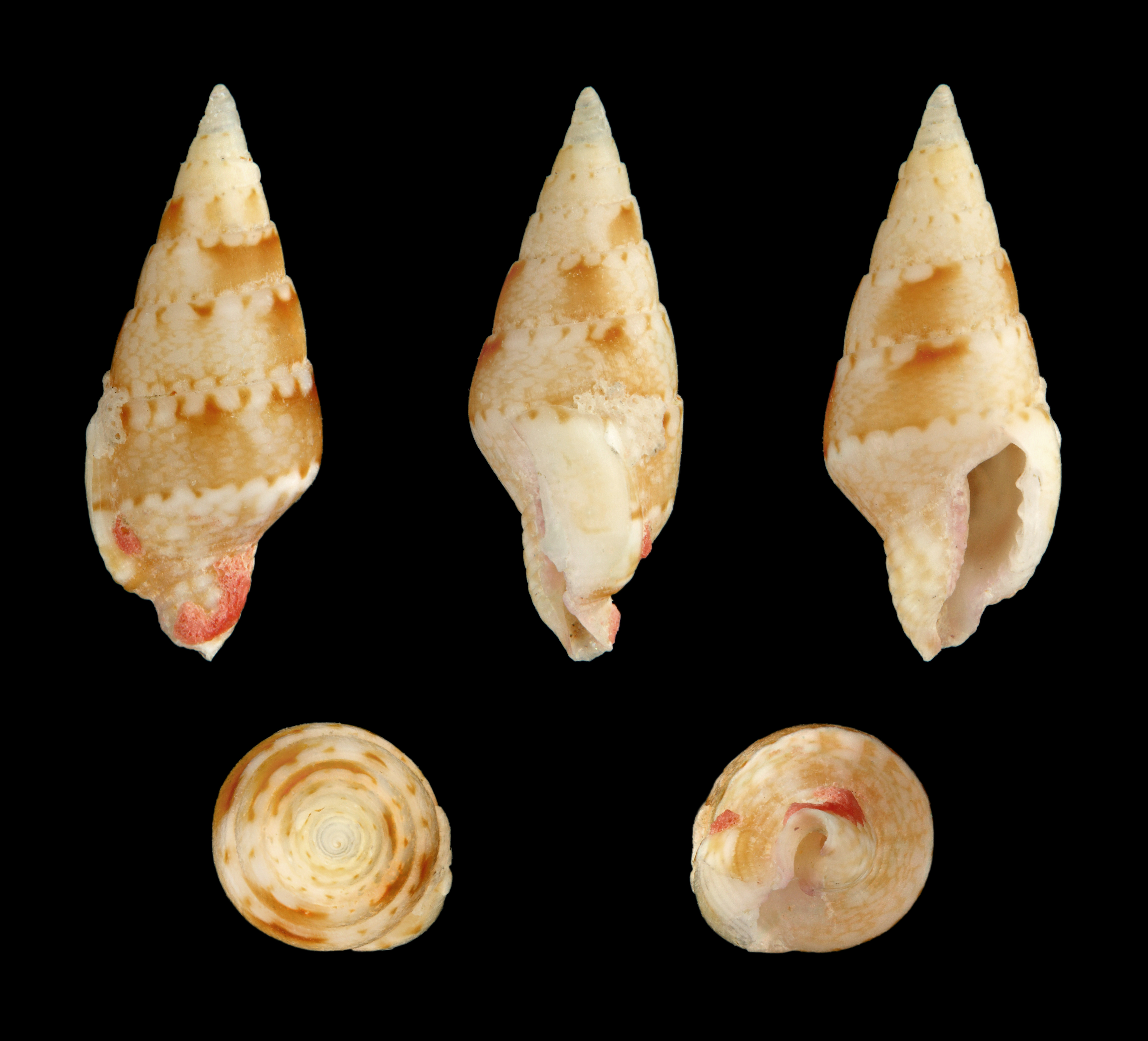
Mitrella bella

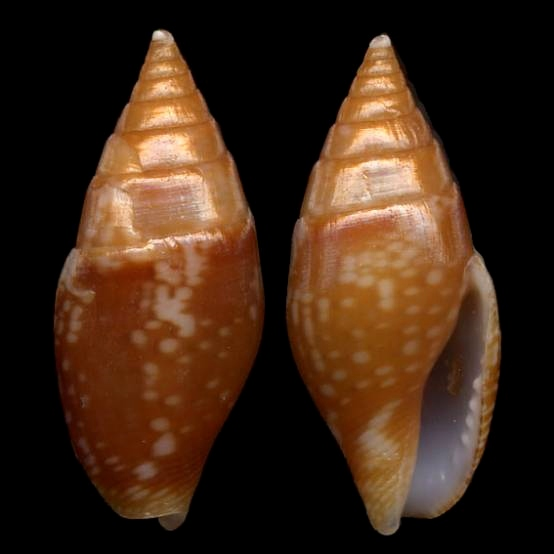
Pyrene marmorata (Pardalinops marmorata)

La famiglia risulta composta da circa 80 generi, di cui 3 fossili:
- Genere Aesopus Gould, 1860
- Genere Alcira H. Adams, 1861
- Genere Alia H. Adams & A. Adams, 1853
- Genere Amphissa H. Adams & A. Adams, 1853
- Genere Anachis H. Adams & A. Adams, 1853
- Genere Antimitrella Powell, 1937
- Genere † Antizafra Finlay, 1926
- Genere Aoteatilia Powell, 1939
- Genere Ascalista Drivas & Jay, 1990
- Genere Astyris H. Adams & A. Adams, 1853
- Genere Bathyglypta  Pelorce, 2017
- Genere Bifurcium P. Fischer, 1884
- Genere Cilara Thiele, 1924
- Genere Clathranachis Kuroda & Habe, 1954
- Genere Clavistrombina Jung, 1989
- Genere Columbella Lamarck, 1799
- Genere † Columbellisipho  Cossmann, 1889
- Genere Conella Swainson, 1840
- Genere Cosmioconcha Dall, 1913
- Genere Costoanachis Sacco, 1890
- Genere Cotonopsis Olsson, 1942
- Genere Decipifus Olsson & McGinty, 1958
- Genere Euplica Dall, 1889
- Genere Eurypyrene Woodring, 1928
- Genere Euspiralta K. Monsecour & Pelorce, 2013
- Genere Exaesopus  de Maintenon, 2019
- Genere Exomilopsis Powell, 1964
- Genere Falsuszafrona  Pelorce, 2020
- Genere Gatliffena Iredale, 1929
- Genere Glyptanachis Pilsbry & Lowe, 1932
- Genere Graphicomassa Iredale, 1929
- Genere Indomitrella Oostingh, 1940
- Genere Ithiaesopus  Olsson & Harbison, 1953
- Genere Lavesopus Iredale, 1929
- Genere Liratilia Finlay, 1926
- Genere Macrozafra Finlay, 1926
- Genere Mazatlania Dall, 1900
- Genere Metanachis Thiele, 1924
- Genere Metulella Gabb, 1873
- Genere Microcithara P. Fischer, 1884
- Genere Minimanachis  Pelorce, 2020
- Genere Minipyrene Coomans, 1967
- Genere Mitrella Risso, 1826
- Genere Mitropsis  Pease, 1868
- Genere Mokumea Habe, 1991
- Genere Nassarina Dall, 1889
- Genere Nitidella Swainson, 1840
- Genere Nodochila Rehder, 1980
- Genere Parametaria Dall, 1916
- Genere Pardalinops De Maintenon, 2008
- Genere Parvanachis Radwin, 1968
- Genere Parviterebra Pilsbry, 1904
- Genere Paxula Finlay, 1926
- Genere Pictocolumbella Habe, 1945
- Genere Pleurifera Drivas & Jay, 1997
- Genere Psarostola Rehder, 1943
- Genere Pseudamycla Pace, 1902
- Genere Pseudanachis Thiele, 1924
- Genere Pyrene Roding, 1798
- Genere Pyreneola Iredale, 1918
- Genere Ramoliva  Cotton & Godfrey, 1932
- Genere Retizafra Hedley, 1913
- Genere Rhombinella Radwin, 1968
- Genere Ruthia Shasky, 1970
- Genere Salitra Marincovich, 1973
- Genere Seminella Pease, 1868
- Genere Sincola Olsson & Harbison, 1953
- Genere Steironepion Pilsbry & Lowe, 1932
- Genere Strombina Mörch, 1852
- Genere Sulcomitrella Kuroda, Habe & Oyama, 1971
- Genere Suturoglypta Radwin, 1968
- Genere † Trahaldia  Pacaud, 2017
- Genere Turrijaumelia  Sarasúa, 1975
- Genere Zafra A. Adams, 1860
- Genere Zafrona Iredale, 1916
- Genere Zanassarina  Pilsbry & H. N. Lowe, 1932
- Genere Zella Iredale, 1924
- Genere Zemitrella Finlay, 1926
- Genere Zetekia Dall, 1918